# Olga Bromé
Olga Elisabet Bromé, född Agerberg 24 juni 1882 i Aspås församling, död 20 juni 1951 i Näs församling, var en svensk konstnär. Hon var gift sedan 1904 med författaren Janrik Bromé.
Bromé, som var dotter till lantbrukaren Nils Agerberg och Anna Larsson, studerade för Carl Wilhelmson under skilda perioder 1925–1928 samt för Otte Sköld hösten 1928. Hon medverkade i utställningar arrangerade av Sällskapet för Jämtländsk konstkultur. Hennes konst består huvudsakligen av porträtt.